# Beynac
Pour l’article homonyme, voir Beynac-et-Cazenac.
Beynac est une commune française située dans le département de la Haute-Vienne, en région Nouvelle-Aquitaine.

## Géographie

### Situation
Beynac est située sur une colline, et bordée par le Cramoulou ou Gramoulou selon le SANDRE (7,4 km) qui se jette dans la Vienne. Il ne faut pas confondre la commune avec celle de Beynac, située en Dordogne et célèbre pour son château.

### Communes limitrophes
Les communes limitrophes sont Isle, Bosmie-l'Aiguille, Burgnac, Saint-Martin-le-Vieux et Aixe-sur-Vienne.
| Aixe-sur-Vienne       |         | Isle              |
| Saint-Martin-le-Vieux | Beynac  | Bosmie-l'Aiguille |
|                       | Burgnac |                   |

### Climat
Pour des articles plus généraux, voir Climat de la Nouvelle-Aquitaine et Climat de la Haute-Vienne.
Historiquement, la commune est exposée à un climat océanique limousin.
En 2020, Météo-France publie une typologie des climats de la France métropolitaine dans laquelle la commune est exposée à un climat océanique altéré et est dans la région climatique  Ouest et nord-ouest du Massif Central, caractérisée par une pluviométrie annuelle de 900 à 1 500 mm, maximale en automne et en hiver.
Pour la période 1971-2000, la température annuelle moyenne est de 11,3 °C, avec une amplitude thermique annuelle de 14,7 °C. Le cumul annuel moyen de précipitations est de 1 067 mm, avec 13,3 jours de précipitations en janvier et 7,9 jours en juillet. Pour la période 1991-2020, la température moyenne annuelle observée sur la station météorologique la plus proche, située sur la commune de Nexon à 10 km à vol d'oiseau, est de 0,0 °C et le cumul annuel moyen de précipitations est de 0,0 mm,. Pour l'avenir, les paramètres climatiques de la commune estimés pour 2050 selon différents scénarios d’émission de gaz à effet de serre sont consultables sur un site dédié publié par Météo-France en novembre 2022.

## Urbanisme

### Typologie
Au 1er janvier 2024, Beynac est catégorisée commune rurale à habitat dispersé, selon la nouvelle grille communale de densité à sept niveaux définie par l'Insee en 2022.
Elle est située hors unité urbaine. Par ailleurs la commune fait partie de l'aire d'attraction de Limoges, dont elle est une commune de la couronne,. Cette aire, qui regroupe 127 communes, est catégorisée dans les aires de 200 000 à moins de 700 000 habitants,.

### Risques majeurs
Le territoire de la commune de Beynac est vulnérable à différents aléas naturels : météorologiques (tempête, orage, neige, grand froid, canicule ou sécheresse), inondations et séisme (sismicité faible). Il est également exposé à un risque technologique, la rupture d'un barrage. Un site publié par le BRGM permet d'évaluer simplement et rapidement les risques d'un bien localisé soit par son adresse soit par le numéro de sa parcelle.

#### Risques naturels
Certaines parties du territoire communal sont susceptibles d’être affectées par le risque d’inondation par débordement de cours d'eau, notamment la Vienne. La commune a été reconnue en état de catastrophe naturelle au titre des dommages causés par les inondations et coulées de boue survenues en 1982, 1988 et 1999,. Le risque inondation est pris en compte dans l'aménagement du territoire de la commune par le biais du plan de prévention des risques inondation (PPRI) de la « Vienne du Palais à Beynac », approuvé le 18 mai 2005.

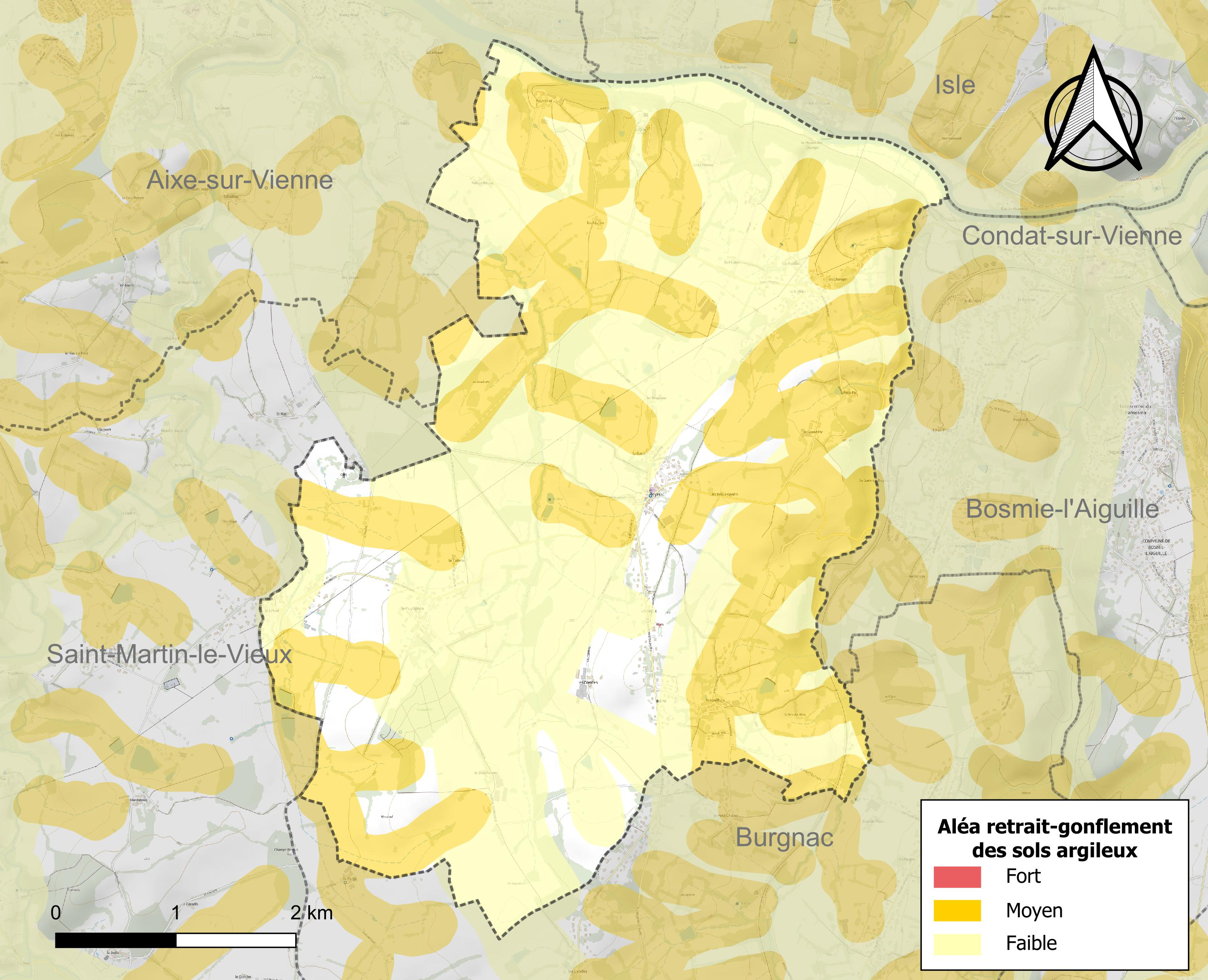
Carte des zones d'aléa retrait-gonflement des sols argileux de Beynac.

Le retrait-gonflement des sols argileux est susceptible d'engendrer des dommages importants aux bâtiments en cas d’alternance de périodes de sécheresse et de pluie. 41,1 % de la superficie communale est en aléa moyen ou fort (27 % au niveau départemental et 48,5 % au niveau national métropolitain). Depuis le 1er octobre 2020, en application de la loi ÉLAN, différentes contraintes s'imposent aux vendeurs, maîtres d'ouvrages ou constructeurs de biens situés dans une zone classée en aléa moyen ou fort,.
La commune a été reconnue en état de catastrophe naturelle au titre des dommages causés par des mouvements de terrain en 1999.

#### Risque technologique
La commune est en outre située en aval des barrages de Lavaud-Gelade, dans la Creuse, de Saint-Marc et de Vassivière, des ouvrages de classe A. À ce titre elle est susceptible d’être touchée par l’onde de submersion consécutive à la rupture de cet ouvrage.

## Toponymie
Le nom Beynac est d'origine gallo-romaine avec le suffixe acos / acum gaulois qui désigne une propriété. En est dérivé le nom français actuel et celui limousin traditionnel : Beinac / Beynac.

## Histoire
La commune ne possède plus de château. Néanmoins, l'abbé Pénicaud, un ancien prêtre, estimait qu'au lieu-dit le Puytignon s'élevait autrefois le siège d'une seigneurie.
Sous la Révolution apparaissent les communes qui remplacent administrativement les paroisses. Beynac est créé. En 1792, la commune de Bosmie-l'Aiguille est créée par démembrement de la partie au sud de la Vienne de l'ancienne paroisse d'Isle. Beynac y perd une petite section à l'est du ruisseau le Cramoulou, rattachée à la nouvelle commune. Le ruisseau devient, sur la totalité de son cours, la limite entre les deux communes. La section de Puytignon est distraite de la commune de Saint-Martin-le-Vieux et rattachée à celle de Beynac par décret du 4 mars 1874.

## Politique et administration

### Liste des maires
| Période                                  | Période   | Identité             | Étiquette | Qualité |
| ---------------------------------------- | --------- | -------------------- | --------- | ------- |
| Les données manquantes sont à compléter. |           |                      |           |         |
| 1944                                     | 1947      | François Troutaud    |           |         |
| 1947                                     | 1953      | Jean Léon Guyot      |           |         |
| 1953                                     | 1971      | Henri Mariaux        |           |         |
| 1971                                     | 1983      | Jacques Mariaux      |           |         |
| 1983                                     | mars 2014 | Michel Beaudou       |           |         |
| mars 2014                                | mars 2020 | Jean-Claude Couty    |           |         |
| mars 2020                                | En cours  | Marie-Claude Beyrand |           |         |

## Population et société

### Démographie
L'évolution du nombre d'habitants est connue à travers les recensements de la population effectués dans la commune depuis 1793. Pour les communes de moins de 10 000 habitants, une enquête de recensement portant sur toute la population est réalisée tous les cinq ans, les populations de référence des années intermédiaires étant quant à elles estimées par interpolation ou extrapolation. Pour la commune, le premier recensement exhaustif entrant dans le cadre du nouveau dispositif a été réalisé en 2007.

En 2022, la commune comptait 727 habitants, en évolution de +5,21 % par rapport à 2016 (Haute-Vienne : −0,68 %, France hors Mayotte : +2,11 %).
| 1793 | 1800 | 1806 | 1821 | 1831 | 1836 | 1841 | 1846 | 1851 |
| ---- | ---- | ---- | ---- | ---- | ---- | ---- | ---- | ---- |
| 504  | 397  | 385  | 488  | 473  | 460  | 451  | 416  | 424  |

| 1856 | 1861 | 1866 | 1872 | 1876 | 1881 | 1886 | 1891 | 1896 |
| ---- | ---- | ---- | ---- | ---- | ---- | ---- | ---- | ---- |
| 449  | 465  | 442  | 455  | 525  | 548  | 561  | 553  | 549  |

| 1901 | 1906 | 1911 | 1921 | 1926 | 1931 | 1936 | 1946 | 1954 |
| ---- | ---- | ---- | ---- | ---- | ---- | ---- | ---- | ---- |
| 542  | 537  | 529  | 493  | 439  | 435  | 464  | 456  | 479  |

| 1962 | 1968 | 1975 | 1982 | 1990 | 1999 | 2006 | 2007 | 2012 |
| ---- | ---- | ---- | ---- | ---- | ---- | ---- | ---- | ---- |
| 418  | 372  | 349  | 386  | 467  | 478  | 604  | 618  | 660  |

| 2017 | 2022 | - | - | - | - | - | - | - |
| ---- | ---- | - | - | - | - | - | - | - |
| 693  | 727  | - | - | - | - | - | - | - |

## Culture locale et patrimoine

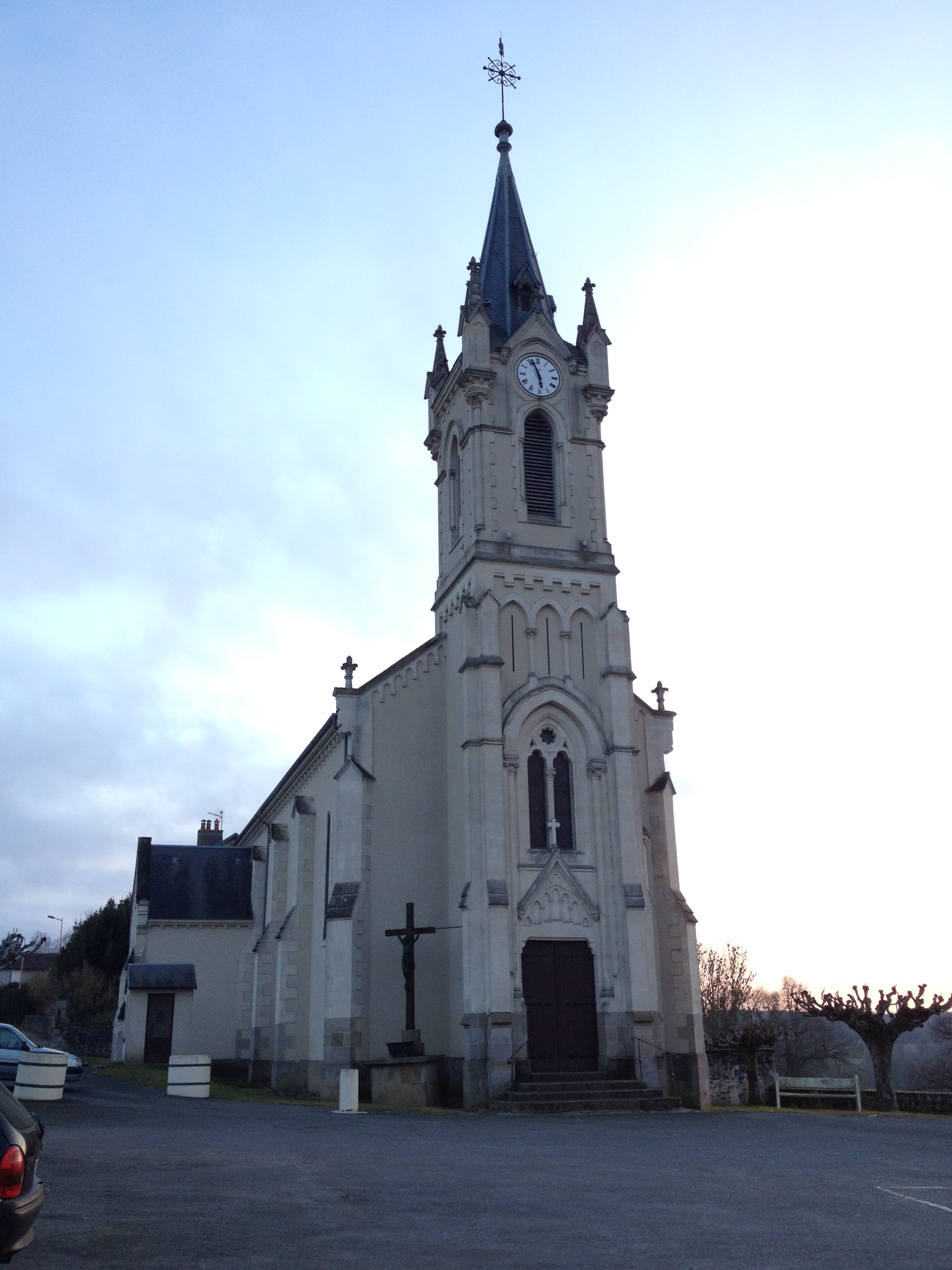
L'église de Beynac.

### Lieux et monuments
- Château de Leymarie inscrit partiellement aux MH[29].
- Château de la Côte[30].
- Église du Sacré-Cœur-de-Jésus de Beynac, répertoriée à l'Inventaire général du patrimoine culturel[31].
- Église de la Nativité-de-la-Vierge de Beynac, répertoriée à l'Inventaire général du patrimoine culturel[32].
- L'oratoire Notre-Dame-des-Champs, au bord de la Vienne, construit par la famille Romanet du Caillaud en 1880. Le site est toujours fréquenté par les fidèles[33].

### Héraldique
| Blason de Beynac | Blason  | D'azur à la tige de blé de trois épis d'or posée en bande, au rameau de noyer fruité d'argent posé en barre, brochant sur le tout. |
| Blason de Beynac | Détails | |